# Michael Blauensteiner
Michael Blauensteiner (Vienna, 11 febbraio 1995) è un calciatore austriaco, difensore svincolato.

## Caratteristiche tecniche
È un terzino destro.

## Carriera
Cresciuto nel settore giovanile dell'Austria Vienna, ha esordito in prima squadra l'11 marzo 2017 disputando l'incontro di Bundesliga austriaca vinto 3-0 contro il Wolfsberger.

## Palmarès

### Club

#### Competizioni nazionali
- Campionato lituano: 1

Sūduva: 2019
- Coppa di Lituania: 1

Sūduva: 2019